# Jayi
Jayi is een bestuurslaag in het regentschap Majalengka van de provincie West-Java, Indonesië. Jayi telt 2607 inwoners (volkstelling 2010).